# الهذيل بن هبيرة
الهذيل بن هبيرة بن قبيصة بن الحارث التغلبي (55 ق هـ - 1 هـ / 568 م - 622 م) فارس وشاعر جاهلي مشهور يُكَنى بأبي حسان ويعرف بالهذيل الأكبر تمييزاً له عن الهذيل الأصغر، كان سيد قبيلة تغلب من ربيعة ورئيسهم وقائدهم في زمانه، وأحد أبطالهم المعدودين، شهد يوم أراب بين قومه بني تغلب وبني يربوع من تميم، وشهد أيضاً يوم ذي بهدى حيث أُسر مع أبنائه الأربعة على يد بني سعد من تميم، وقُتَل على يد قبيلة بني مازن من تميم في يوم سفار. وعده ابن حبيب من الجرارون في ربيعة بن نزار وهم الذين يقودون ألف فارسٍ وأكثر في الجاهلية.

## نسبه
هو الهذيل بن هبيرة بن قبيصة بن الحارث بن حبيب بن حرفة بن ثعلبة بن بكر بن حبيب بن عمرو بن غنم بن تغلب.

## شعره
قال الهذيل بن هبيرة وهو أسير بعد يوم ذي بهدى حين أسره يزيد بن حذيفة السعدي التميمي يمدح خالد بن مالك بن ربعي النهشلي التميمي:
فلما سمع خالد بن مالك النهشلي التميمي هذه القصيدة وكان سيد بني نهشل إشترى الهذيل وابنيه شبيب ومشول من بني سعد بن زيد مناة بن تميم وفكهم.

## مقتله
قال أبو عبيد البكري: جمع الهذيل بن هبيرة جمعاً كثيراً من قومه بني تغلب وأغار على سفار وهو ماء لبني تميم ثم لبني مازن بن مالك بن عمرو بن تميم منهم، وأخذ الهذيل إبلاً كانت لنُعيم بن قعنب الرياحي التميمي، فأدركه وأصحابه بنو مازن من تميم وهو يسقي إبله من بئر سفار، وأقتتلوا فيما بينهم، فرمى حباشة المازني التميمي الهُذَيل بسهمٍ فقتله وهُزم أصحابه، فرمى بنو مازن بجثته في البئر وهالوا عليه التراب.